# 蒲生橋
蒲生橋（がもうばし）は、福島県南会津郡只見町にある只見川に架かる国道252号（沼田街道）の道路橋である。

## 概要
只見町中部を流れる一級河川只見川にかかり、西詰は只見町蒲生、東詰は只見町寄岩に位置する。橋は車道2車線で供用されており、歩道は設置されていない。只見川流域の電源開発の為に建設されるダムの水没付替道路建設のために福島県に1952年（昭和27年）から1961年（昭和36年）まで設置されていた開発道路建設事務所により建設された。主径間には水色に塗装されているランガー桁が用いられており、補剛桁にプレストレスが加えられ鋼重軽減と補剛桁の美観確保が図られている。豪雪地帯に位置するため、ランガー桁の横材には着雪防止のための三角屋根状のカバーが取り付けられている。
2011年（平成23年）7月の新潟・福島豪雨で被災し、橋の取り付け道路が一部崩落した。

### 諸元
- 全長 - 154.9 m
  - 主径間 - 84 m
- 幅員 - 6.6 m
- 形式 - 単径間鋼下路式ランガー橋＋3径間単純活荷重合成鈑桁橋
- 竣工 - 1961年（昭和36年）12月
- 施工 - 松尾橋梁[注釈 1][4][5]

## 周辺
- JR只見線
  - 会津蒲生駅
  - 第八只見川橋梁
- 蒲生岳